# 小行星4557
小行星4557（英語：4557 Mika）是一颗围绕太阳公转的小行星。1987年12月14日，箭内政之、渡邊和郎在北见发现了此天体。
这颗小行星的绝对星等为38.64361等。